# Ectoedemia contorta
Ectoedemia contorta là một loài bướm đêm thuộc họ Nepticulidae. Nó được tìm thấy ở Cộng hòa Séc và Slovakia to Tây Ban Nha, Ý và Hy Lạp.
Sải cánh dài 4.6-5.6 mm. Con trưởng thành bay vào autumn. Có một lứa một năm.
Ấu trùng ăn Quercus pubescens. Chúng ăn lá nơi chúng làm tổ. 